# Pyrenaria
Pyrenaria je biljni rod drveća ili grmova iz porodice čajevki (Theaceae). Blizu trideset vrsta raste po tropskoj i suptropskoj Aziji
Rod je opisan 1826.

## Vrste
1. Pyrenaria acuminata Planch. ex Choisy
2. Pyrenaria attenuata (Blume) Seem.
3. Pyrenaria barringtoniifolia (Griff.) Seem.
4. Pyrenaria cherrapunjeana Mir
5. Pyrenaria diospyricarpa Kurz
6. Pyrenaria hirta (Hand.-Mazz.) H.Keng
7. Pyrenaria johorensis H.Keng
8. Pyrenaria jonquieriana Laness.
9. Pyrenaria khasiana R.N.Paul
10. Pyrenaria kwangsiensis Hung T.Chang
11. Pyrenaria laotica Gagnep.
12. Pyrenaria maculatoclada (Y.K.Li) S.X.Yang
13. Pyrenaria menglaensis G.D.Tao
14. Pyrenaria microcarpa (Dunn) H.Keng
15. Pyrenaria microphylla Pit.
16. Pyrenaria mindanaensis Merr.
17. Pyrenaria oblongicarpa Hung T.Chang
18. Pyrenaria pahangensis H.Keng
19. Pyrenaria pingpienensis (Hung T.Chang) S.X.Yang & T.L.Ming
20. Pyrenaria poilaneana Gagnep.
21. Pyrenaria serrata Blume
22. Pyrenaria sophiae (Hu) S.X.Yang & T.L.Ming
23. Pyrenaria spectabilis (Champ.) C.Y.Wu & S.X.Yang
24. Pyrenaria tawauensis H.Keng
25. Pyrenaria villosula Miq.
26. Pyrenaria viridifolia Symington ex H.Keng
27. Pyrenaria wuana (Hung T.Chang) S.X.Yang